# Elezioni parlamentari in Georgia del 2020
Le elezioni parlamentari in Georgia del 2020 si sono svolte il 31 ottobre e il 21 novembre 2020 per eleggere i 150 membri del Parlamento. 
Le elezioni sono state vinte dal partito Sogno Georgiano, al governo dal 2012, guidato dal miliardario Bidzina Ivanishvili. L'opposizione ha tuttavia boicottato il secondo turno delle elezioni, invitando gli elettori ad astenersi; l'affluenza al secondo turno è stata infine solo del 26,29%. L'esito delle elezioni è stato fortemente contestato dalle opposizioni, guidate dall'ex presidente in esilio Mikheil Saakashvili, che hanno accusato il partito Sogno Georgiano di brogli elettorali.

## Sistema elettorale
Nelle precedenti elezioni, i 150 membri del Parlamento erano stati eletti con due sistemi; 77 deputati erano eletti in un unico collegio elettorale nazionale con un sistema proporzionale a liste bloccate con una soglia di sbarramento del 5% (che doveva essere abbassata al 3% per le elezioni del 2020). Gli altri 73 erano stati eletti in collegi uninominali utilizzando un sistema a doppio turno, in cui i candidati dovevano ricevere oltre il 50% dei voti validi per vincere al primo turno. Il secondo turno si teneva tra i primi due candidati se nessuno aveva ottenuto più del 50% dei voti validi al primo turno. 
Nel giugno 2019, Sogno Georgiano annunciò l'intenzione di cambiare il sistema elettorale, spostandosi verso un sistema proporzionale totale senza soglia di sbarramento. Nonostante fosse sostenuta dai partiti di opposizione, la legge non venne approvata poiché solo 101 dei 150 parlamentari votarono a favore, ovvero meno del 75% richiesto per modificare la legge elettorale. 
Dopo il fallimento degli emendamenti proposti da approvare con il 75% dei voti dei deputati, il governo e l'opposizione svolsero diversi colloqui e nel marzo 2020 venne steso un memorandum d'intesa da tutti i partiti della politica georgiana. La nuova legge elettorale prevede che siano eletti 120 deputati attraverso il metodo proporzionale, mentre altri 30 saranno eletti nei collegi uninominali. Le circoscrizioni sono state sorteggiate secondo le istruzioni impartite dalla Commissione di Venezia e dalla magistratura georgiana. Per i seggi della rappresentanza proporzionale, la soglia elettorale è dell'1%. Per i collegi uninominali, un candidato viene eletto deputato parlamentare se ottiene il 50% dei voti al primo turno. In caso contrario, i primi due candidati prenderanno parte ad un ballottaggio il cui vincitore sarà eletto deputato. L'ambasciata degli Stati Uniti a Tbilisi ha lodato questi accordi, così come i principali diplomatici europei, che avevano auspicato che le elezioni del 2020 fossero libere e trasparenti. Nessun partito può ottenere la maggioranza dei seggi senza ottenere almeno il 40% dei voti dall'elettorato. 
Nella sua prima seduta del 21 giugno, il parlamento georgiano ha approvato le riforme elettorali. 136 parlamentari hanno votato a favore, mentre 5 parlamentari hanno votato contro. In seconda lettura del disegno di legge, 115 parlamentari hanno votato a favore delle riforme, mentre 3 hanno votato contro e 1 si è astenuto. I partiti di opposizione Movimento Nazionale Unito e Georgia Europea non hanno partecipato al voto, dal momento che avevano chiesto la liberazione di coloro che avevano definito "oppositori politici". 
Il 29 giugno 2020, le riforme elettorali sono state approvate dal parlamento georgiano, con 117 deputati su 142 che hanno votato a sostegno delle riforme. Il Segretario di Stato americano Mike Pompeo ha accolto con favore queste riforme elettorali, invitando il Parlamento e i funzionari a rispettare la volontà del popolo. 
In seguito, il Parlamento Georgiano ha approvato ulteriori emendamenti al sistema elettorale; tuttavia, le ultime modifiche costituzionali sono arrivate solo dai suggerimenti di OSCE e ODIHR al sistema elettorale esistente piuttosto che dai negoziati tra il governo e l'opposizione. Questi includono la regolamentazione degli annunci elettorali, il coinvolgimento di enti non governativi nel processo elettorale, la regolamentazione della pubblicazione dei sondaggi d'opinione e l'introduzione di una quota di genere del 25%. La quota rimarrà intatta fino al 2028. Non meno di un candidato su tre per partito deve appartenere ad un altro genere. 94 parlamentari hanno sostenuto queste riforme, mentre Georgia Europea e Movimento Nazionale Unito hanno boicottato il voto. L'ambasciata degli Stati Uniti ha nuovamente elogiato le riforme, sebbene abbia espresso preoccupazione per le restanti lacune nella legislazione elettorale, inclusa la mancanza di trasparenza nella selezione dei membri della commissione elettorale, la risoluzione delle controversie, l'intimidazione degli elettori e la fornitura di canali alternativi per la campagna durante la pandemia da COVID-19.

## Risultati
| Liste | Proporzionale | Proporzionale | Proporzionale | Uninominale     | Uninominale      | Seggi totali |
| Liste | Voti          | %             | Seggi         | Seggi (I turno) | Seggi (II turno) | Seggi totali |
| --- | ------------- | ------------- | ------------- | --------------- | ---------------- | ------------ |
| Sogno Georgiano | 928.004       | 48,22         | 60            | 13              | 17               | 90           |
| La Forza è nell'Unità - Movimento Nazionale Unito - Partito Repubblicano di Georgia - Stato per il Popolo - Democratici Europei - Progresso e Libertà | 523.127       | 27,18         | 36            | -               | -                | 36           |
| Georgia Europea | 72.986        | 3,79          | 5             | -               | -                | 5            |
| Prova per la Georgia | 60.712        | 3,15          | 4             | -               | -                | 4            |
| Costruttore di Strategie | 60.671        | 3,15          | 4             | -               | -                | 4            |
| Alleanza dei Patrioti della Georgia | 60.480        | 3,14          | 4             | -               | -                | 4            |
| Nuovo Centro Politico - Pigna | 55.598        | 2,89          | 4             | -               | -                | 4            |
| Cittadini | 25.508        | 1,33          | 2             | -               | -                | 2            |
| Partito Laburista Georgiano | 19.314        | 1,00          | 1             | -               | -                | 1            |
| Altri | 117.995       | 6,15          | -             | -               | -                | -            |
| Totale dei voti validi | 1.970.540     | 96,71         | 120           | 13              | 17               | 150          |
| Schede bianche - nulle - rigettate | 65.434        | 3,29          |               |                 |                  |              |
| Totale dei voti | 1.970.540     | 100           |               |                 |                  |              |
| Elettori | 3.511.853     |               |               |                 |                  |              |